# 自嗨锅
自嗨锅是中華人民共和國一家自熱食品（自熱火鍋、自熱米飯等）品牌。2017年由李世玲、蔡红亮創辦。2018年初產品推向市場。自嗨锅先簽約明星進行線上推廣打開知名度後再進行線下營銷。2020年，自嗨锅推出煮面子品牌「画面」以及螺蛳粉子品牌「臭臭螺」和袋装自热餐「自嗨袋」。

## 争议事件
2022年8月30日，一女子陈女士网购4盒“自嗨锅蒜香花蛤粉”，于9月3日到货签收。9月7日晚，陈女士与女儿、母亲3人一起食用了3盒自嗨锅。当天夜里，3人都出现呕吐、发烧、腹泻等症状，陈女士的情况最为严重，出现了休克等症状，因病情加重被转入重症监护室，最终9月14日凌晨1时不治身亡。陈女士的丈夫卢先生向有关部门递交材料，要求对涉事企业进行立案调查，追究相关企业及人员责任；要求赔偿死者和伤者各类损失176万余元。但双方一直未就赔偿事宜达成一致。不过在2023年2月，一家售卖“自嗨锅蒜香花蛤粉”的旗舰店将店内同款产品的宣传图片标注为“致富款花蛤粉，标价176万”，页面下方还显示了“蒜香花蛤粉事件情况说明”的图片，内容为“女子疑吃自热火锅后去世”相关报道图片。有消费者认为其行为是对死者的不尊重，涉嫌违反广告法。3月4日，自嗨锅官方微博发布致歉声明称，“176万宣传图”事件系公司旗下一家直营店运营人员非理性的情绪宣泄行为，公司对此深表歉意，涉事人员已被辞退。4月，自嗨锅关联公司上海梅凌餐饮管理有限公司因发布违背社会良好风尚的广告，被该局罚款80万。

## 外部連結
- 官方网站